# Bruno Bianchi
Bruno Bianchi (Génova, 2 de maio de 1904 — Génova, 22 de agosto de 1988) foi um velejador italiano, campeão olímpico. Ele competiu nos Jogos Olímpicos de Verão de 1936 na classe 8 Metre e conquistou a medalha de ouro na disputa a bordo do Italia com Giovanni Reggio, Luigi De Manincor, Domenico Mordini, Enrico Poggi e Luigi Poggi. Nos Jogos de 1948, competiu na classe Dragon com o Ausonia e terminou em quinto lugar.